# Женихи Гипподамии
Женихи Гипподамии — персонажи греческой мифологии, претенденты на руку Гипподамии. Они погибали от руки отца невесты Эномая, пока Пелоп не победил Эномая в гонке на колесницах.

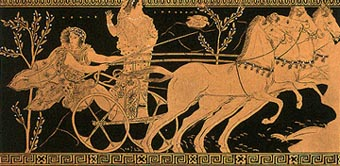
Пелоп и Гипподамия

## В мифологии
Античные авторы называют Гипподамию дочерью Эномая, царя Писы в Элиде. Она славилась своей красотой, но отец всячески препятствовал её замужеству: по одной версии мифа, Эномаю было предсказано, что он погибнет по вине зятя, по другой, он испытывал кровосмесительную страсть к дочери, а та отвергла его либо ответила взаимностью. Чтобы помешать Гипподамии выйти замуж, Эномай пообещал отдать её тому, кто победит его в гонке на колесницах. Благодаря быстроногим коням он обгонял каждого претендента и поражал его копьём, а голову убитого потом прибивал к дверям своего дворца. Гесиод в «Каталоге женщин» составил список женихов Гипподамии, позже процитированный Павсанием:
| - Мармак - Алкафой, сын Порфаона - Эвриал - Эвримах - Кротал - Акрий (спартанец) - Капет - Ликург - Ласий | - Халкодонт - Триколон (потомок Триколона, сына Ликаона) - Аристомах - Приант - Пелагонт - Эолий - Кроний - Эрифр, сын Левкона - Эионей, сын Магнета |

Женихи погибали, пока в Пису не приехал со сватовством Пелоп. Он смог договориться с возничим Эномая Миртилом, и тот накануне состязания заменил металлическую втулку в царской колеснице на восковую или просто эту втулку вынул. На всей скорости колесница перевернулась и разлетелась на куски, а Эномай разбился насмерть. После этого Пелоп женился на Гипподамии. Тела своих предшественников, похороненные Эномаем близко друг к другу, он перезахоронил.

## В литературе
Сватовство к Гипподамии описывалось в трагедиях Софокла, Еврипида и Луция Акция под названием «Эномай», комедиях Антифана, Эвбула и Тимохара под названием «Эномай, или Пелоп».